# Le Truel
Le Truel település Franciaországban, Aveyron megyében. Lakosainak száma 349 fő (2022. január 1.). Le Truel Ayssènes, Broquiès, Les Costes-Gozon, Saint-Victor-et-Melvieu és Villefranche-de-Panat községekkel határos.

## Népesség
A település népessége az elmúlt években az alábbi módon változott:
| Lakosok száma | 473  | 445  | 384  | 338  | 341  | 344  | 345  | 345  | 344  | 349  |
|               | 1968 | 1982 | 1990 | 2006 | 2013 | 2015 | 2017 | 2019 | 2020 | 2022 |